# Lisieux
|  | Per a altres significats, vegeu «districte de Lisieux». |

Lisieux és un municipi francès, capital del districte de Lisieux (departament de Calvados, regió de Normandia). L'any 1999 tenia 23.166 habitants.

## Avió de Cornu
El 1907 l'inventor francès Paul Cornu va dissenyar i construir amb dos rotors contra-rotatoris de 6 m de diàmetre, accionats per un motor de combustió de 24 cavalls (18 kW). El novembre de 1907 es va enlairar a Lisieux, tripulat pel seu inventor, 0,3 m durant 20 segons. Va realitzar diversos vols més fins a arribar a altures de prop de 2 metres, però continuava sent inestable i es va abandonar aquest projecte.